# Leptogyra costellata
Leptogyra costellata là một loài ốc biển, là động vật thân mềm chân bụng sống ở biển thuộc họ Melanodrymiidae.

## Phân bố
Loài này hiện diện ở miệng phun thủy nhiệt vùng nước sâu sông Congo.